# Scelolyperus meracus
Scelolyperus meracus es una especie de insecto coleóptero de la familia Chrysomelidae.
Fue descrita científicamente en 1826 por Say.